# هنري غوندرسن
هنري غوندرسن (بالنرويجية البوكمول: Henry Gundersen)‏ هو عالم رسم الخرائط نرويجي، ولد في 3 مارس 1920، وتوفي في 17 مارس 1945 بسبب إعدام رميا بالرصاص.